# Matthew Stevens
Matthew Stevens (n. 11 septembrie 1977, Carmarthen⁠(d), Țara Galilor, Regatul Unit) este un jucător galez de snooker. 
Este vicecampionul mondial din 2000 și 2005. Stevens a ocupat poziția a 4-a în lume în sezonul 2005/06. A realizat breakul maxim în 2012 la FFB Snooker Open. 
Este deținătorul trofeului de la Campionatul Regatului Unit din 2003. A mai disputat încă alte șapte finale de clasament mondial, toate pierdute. 

## Legături externe
- Official Site
- Profile on Pro Snooker Blog
- Profile on Global Snooker